# Majkowice (Bochnia)

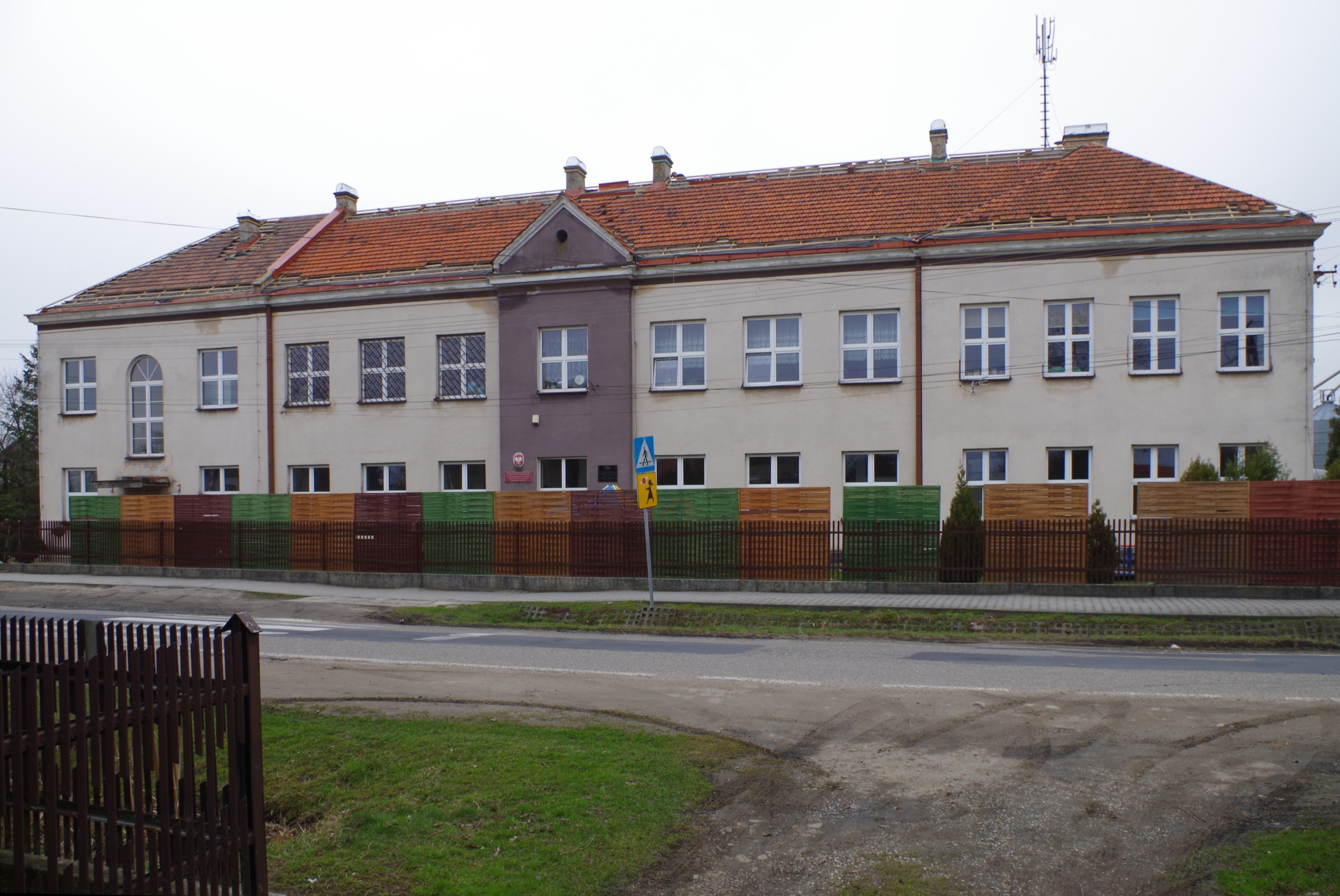
Schule in Majkowice

Majkowice (deutsch Maykowitz) ist eine Ortschaft mit einem Schulzenamt der Landgemeinde Bochnia im Powiat Bocheński der Woiwodschaft Kleinpolen in Polen.

## Geographie
Der Ort liegt am rechten Ufer des Flusses Raba.
Die Ortsteile sind: Folwark (Vorwerk), Krzaki, Nowe Majkowice (Neu Maykowitz), Stare Majkowice (Alt Maykowitz), Turzec.
Die Nachbarorte sind Bogucice im Nordosten, Gawłów und Ostrów Schlachecki im Süden, Gawłówek im Westen, Mikluszowice im Nordwesten.

## Geschichte
Bei der Ersten Teilung Polens kam Majkowice 1772 zum neuen Königreich Galizien und Lodomerien des habsburgischen Kaiserreichs (ab 1804).
Im Jahre 1784 wurden dort im Zuge Josephinischen Kolonisation deutsche Kolonisten lutherischer, katholischer und reformierter Konfession angesiedelt. Der Ortsteil der Kolonisten wurde Majkowice Nowe/Neu Maykowitz genannt. Die Protestanten gehörten zur Pfarrgemeinde in Gawłów. Es gab dort eine private deutsche Schule mit 3 Klassen. Bis Ende des 19. Jahrhunderts wurden sie zum größten Teil polonisiert. Im Jahre 1900 hatte das ganze Dorf 442 Einwohner, davon alle polnischsprachig, 373 römisch-katholisch, 15 Juden und 54 anderer Glaube (überwiegend evangelisch).
1918, nach dem Ende des Ersten Weltkriegs und dem Zusammenbruch der k.u.k. Monarchie, kam Majkowice zu Polen. Unterbrochen wurde dies durch die Besetzung Polens durch die Wehrmacht im Zweiten Weltkrieg, währenddessen es zum  Generalgouvernement gehörte.
Von 1975 bis 1998 gehörte Majkowice zur Woiwodschaft Tarnów.